# Klaus Schulze

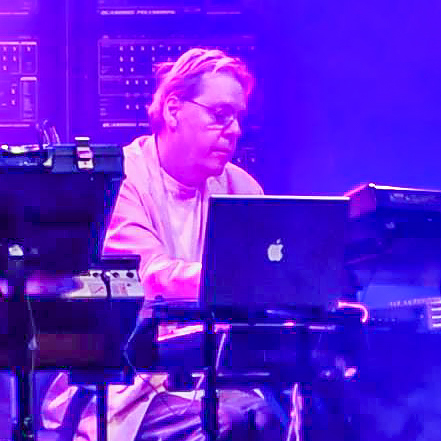
Klaus Schulze während eines Konzerts am 19. September 2009

Klaus Schulze (* 4. August 1947 in Berlin; † 26. April 2022) war ein deutscher Komponist, Musiker und Produzent. Er gilt als wichtiger Vertreter der elektronischen Musik und als Wegbereiter der Berliner Schule.

## Werdegang

### Musikalische Anfänge

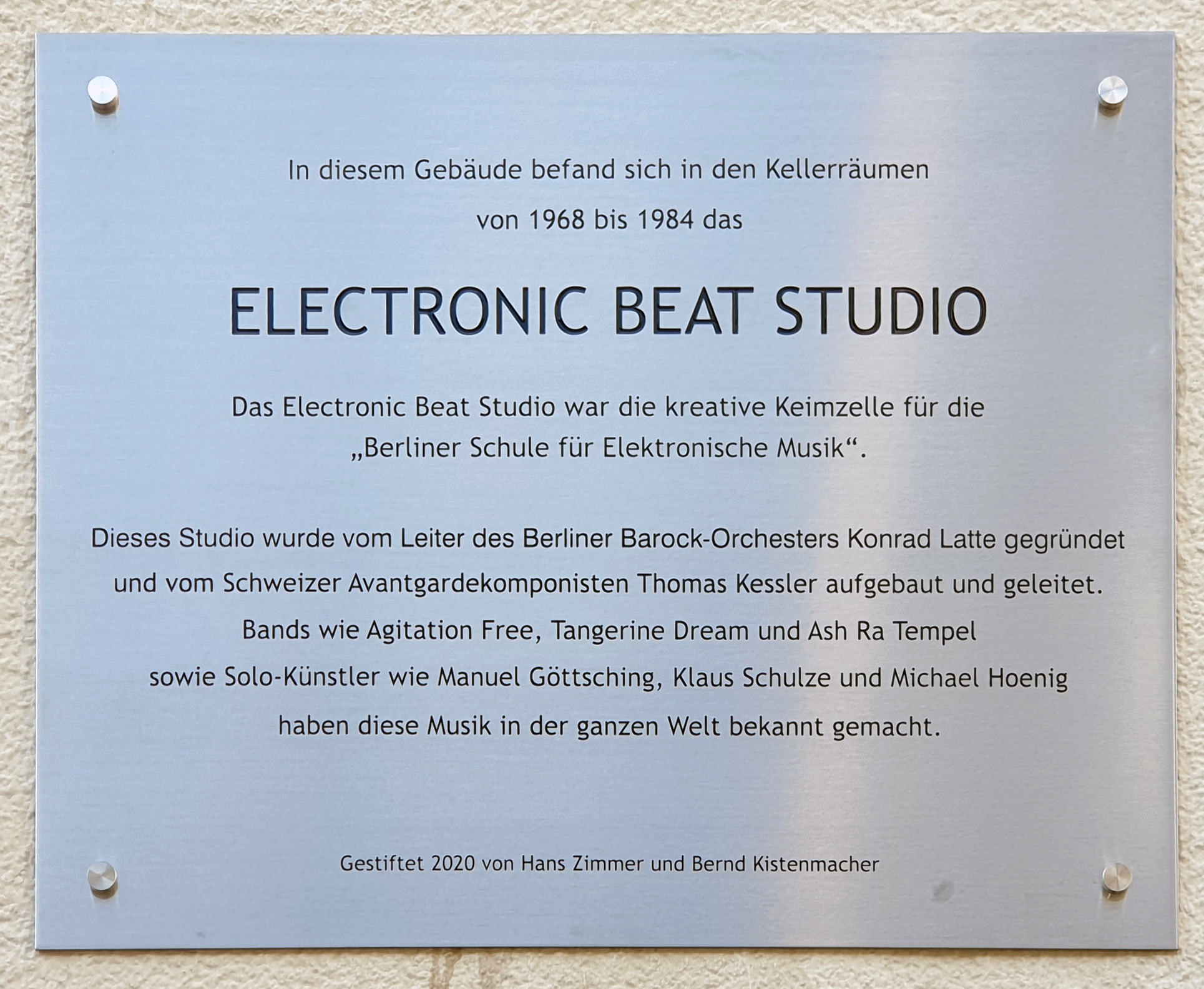
Gedenktafel am ehemaligen Electronic Beat Studio in Berlin-Wilmersdorf

Seine Mutter war Balletttänzerin, sein Vater Schriftsteller.
Klaus Schulze war zunächst Schlagzeuger der Berliner Formation Psy Free mit Alex Conti. Bekannt wurde er als Schlagzeuger bei Tangerine Dream um Edgar Froese und wirkte an deren erstem Album Electronic Meditation mit. Inspiriert wurde Klaus Schulze unter anderem durch die Minimalisten Terry Riley und Steve Reich sowie den amerikanischen Komponisten Morton Subotnick und durch klassisch-romantische Musik (unter anderem Richard Wagner). Er gründete zusammen mit Manuel Göttsching und Hartmut Enke die Band Ash Ra Tempel, an deren gleichnamigem Debütalbum er beteiligt war. Dennoch verließ er die Band, da es kaum möglich war, mit dem damaligen elektronischen Equipment live aufzutreten.
Schulze widmete sich von nun an der Komposition atmosphärischer Klanglandschaften wie Timewind, Moondawn oder Mirage – Eine elektronische Winterlandschaft, mit denen er – zusammen mit Tangerine Dream – zu einem der einflussreichsten Wegbereiter der Berliner Schule wurde. Diese Machart zeichnet sich – durchaus widersprüchlich – einerseits durch für derzeitige Maßstäbe (nach den Gewohnheiten der populären Musik) ungewöhnlich lange, von der kompositionstechnischen Seite eher simpel repetitiv „hypnotisch“ angelegte sowie andererseits durch schroffe, geräuschhafte oder die Tonalität übersteigende Passagen aus. Besonders letztere gehen in ihrem künstlerischen Anspruch deutlich über populäre Musik hinaus in Richtung Kunstmusik und haben Schulze Anerkennung über die Grenzen der Szene hinaus eingebracht. Der lang anhaltende Markterfolg der Musik wäre überraschend, wenn nicht durch Technikbegeisterung, Soundeffekte oder durchgehenden Beat eine Kompensation für den Normalhörer erfolgen würde.
Zu Anfang spielten die Musiker in Museen und bei Kunstevents. 1971 entschied sich der Elektronikpionier, in Zukunft nicht mehr in Gruppen zu spielen, sondern eigene Wege einzuschlagen. „Ich war von den Diskussionen in den Gruppen, die oft länger andauerten als die Zeit, in der wir Musik machten, genervt“, so Schulze in einem Interview von 2004. Trotzdem arbeitete Schulze mit anderen Musikern zusammen, etwa mit dem Cellisten Wolfgang Tiepold (Trancefer) oder einer Streichergruppe („X“). Mit Harald Grosskopf am Schlagzeug schuf er mehrere Alben, darunter Body Love Vol. 2.

### Erste Schritte als Solist
Im Jahr 1973 gab Schulze sein erstes Solokonzert. Für seine LP Timewind erhielt er 1975 den französischen „Grand Prix International“. Eine ausgedehnte Tour führte ihn im selben Jahr durch Deutschland und Italien. Es folgten 1976 Konzerte mit der international besetzten Gruppe Go in Paris und London. 1977 komponierte er die Filmmusik zu dem Pornofilm Body Love des Regisseurs Lasse Braun. Die gleichnamige Soundtrack-LP erreichte den 2. Platz in den Import-Charts des US-Magazins Billboard.

### Etablierter Musiker und Plattenproduzent
Im Jahr 1978 gründete Schulze das Musiklabel Innovative Communication und produzierte neben der Band Ideal unter anderem Robert Schroeder und DIN A Testbild. 1979 baute er ein zweites Studio und ein Video-Studio für Innovative Communication auf. Dann folgte eine zweimonatige Tour durch Europa mit dem Sänger Arthur Brown. 1980 gab Klaus Schulze das Eröffnungskonzert der ars electronica mit der Linzer Stahlsinfonie, die überwiegend negatives Presseecho fand. Hierbei baute er seine Musik auf live aus dem Linzer Stahlwerk der Voestalpine eingespielten Werksgeräuschen auf. Die LP Dig It, das erste vollständig digital produzierte Album überhaupt, erschien im selben Jahr. Dig It wurde von der Fachzeitschrift „stereoplay“ 1981 als „bestes Klaus-Schulze-Album überhaupt“ sowie als Referenzaufnahme für moderne Synthesizer-Produktionen als „LP des Monats“ gewertet. Schulze war damals der erste Besitzer des zu dieser Zeit revolutionären „GDS/GDS-Synergy“-Computersystems von „CRUMAR General Development System (GDS) und Digital Keyboard Inc.“, mit dem man verschiedene Tonspuren erstmals parallel aufnehmen konnte. „Die Zeit der analogen Rollstuhl-Elektronik ist endgültig vorbei“, so das Fachmagazin.
1983 wurde das Plattenlabel Innovative Communication verkauft und im darauffolgenden Jahr das Plattenlabel INTEAM gegründet, auf dem noch 1984 Manuel Göttschings Album E2-E4 in einer limitierten Pressung erschien. Im selben Jahr schrieb Schulze den Soundtrack für den Film Angst.

### Früher Einsatz von Computern
Ab 1986 setzte Schulze verstärkt auf den Einsatz von MIDI und Sampling. Ebenfalls 1986 erstellte er einen Remix für Frankie Goes to Hollywood: Watching the Wildlife „Beobachtungen im Wilden Leben (Die Letzten Tage der Menschheit Mix)“. Auf der 12" wurde Schulze als Remixer dieses Projekts genannt. Später stellte sich heraus, dass er möglicherweise doch nicht für diesen Mix verantwortlich war. Klarheit darüber gibt es bis heute nicht.
1988 folgte eine Koproduktion mit der Popgruppe Alphaville. In Dresden gab Schulze 1989 ein Konzert vor 6800 Zuhörern, 1991 ein Konzert vor dem Kölner Dom und ein Konzert in der Londoner Royal Festival Hall. Außerdem produzierte er in jenem Jahr seine letzte Vinyl-LP.
Schulze gab 1994 Solokonzerte in Lille, Paris und Rom. 1995 folgten Produktionen und Aufnahmen mit der Popgruppe SNAP!. 1996 gab er ein Konzert in Derby, England, 1999 Konzerte auf einem Jazz-Festival in Hamburg (gemeinsam mit Pete Namlook) und auf einem Techno- und Ambient-Festival in Köln.
Im Jahr 2000 komponierte Schulze die Musik für die Millennium-Feier in Peking. 2001 entstand beim KlangArt-Festival in Osnabrück im Rahmen eines Live-Konzertes die Aufnahme Live at KlangArt, Teil 1 und 2. Im November 2003 gab Schulze in Polen ein Konzert gemeinsam mit dem Lichtkünstler Gert Hof.
Schulze kaufte im Jahr 2004 die Rechte früherer Alben von den damaligen Labels zurück und veröffentlichte nun über einen Zeitraum von mehreren Jahren insgesamt 100 Alben als Deluxe-Editionen auf dem deutschen Label SPV neu. Unter anderem erschien Dig It im aufwändigen Remastering-Gewand neu, enthalten ist auch eine DVD mit Aufnahmen der Linzer Stahlsinfonie von 1980 sowie ein zusätzliches, bislang unveröffentlichtes Stück von Klaus Schulze. Im Rahmen der Deluxe-Edition erschienen ebenfalls einzelne CDs aus den Boxen der Contemporary-Works-Serie. Im Oktober 2005 erschien, ebenfalls auf dem SPV-Label, das Studioalbum Moonlake, das positiven Anklang unter Musikjournalisten fand.

### Klaus Schulze als Zeitzeuge
Im Jahre 2006 war Schulze mehrmals in Filmausschnitten sowie als Interviewpartner in der sechsteiligen Serie Kraut und Rüben im WDR zu sehen, die sich mit der deutschen Rock- und Popgeschichte in den 1970er Jahren befasste. Am 17. März 2006 zeigte das WDR-Programm ein ausführliches Interview mit ihm sowie Ausschnitte eines seltenen Konzertes im Rahmen einer ausführlichen Dokumentation über die Entstehung der bekannteren Richtungen der elektronischen Musik in Deutschland, in der auch andere Synthesizer-Pioniere wie Edgar Froese, Michael Rother, Mitglieder der Gruppen Kraftwerk, La Düsseldorf, Neu!, Cluster, Popol Vuh, der Rockmusiker Achim Reichel und andere zu Wort kommen.

### Letzte Projekte

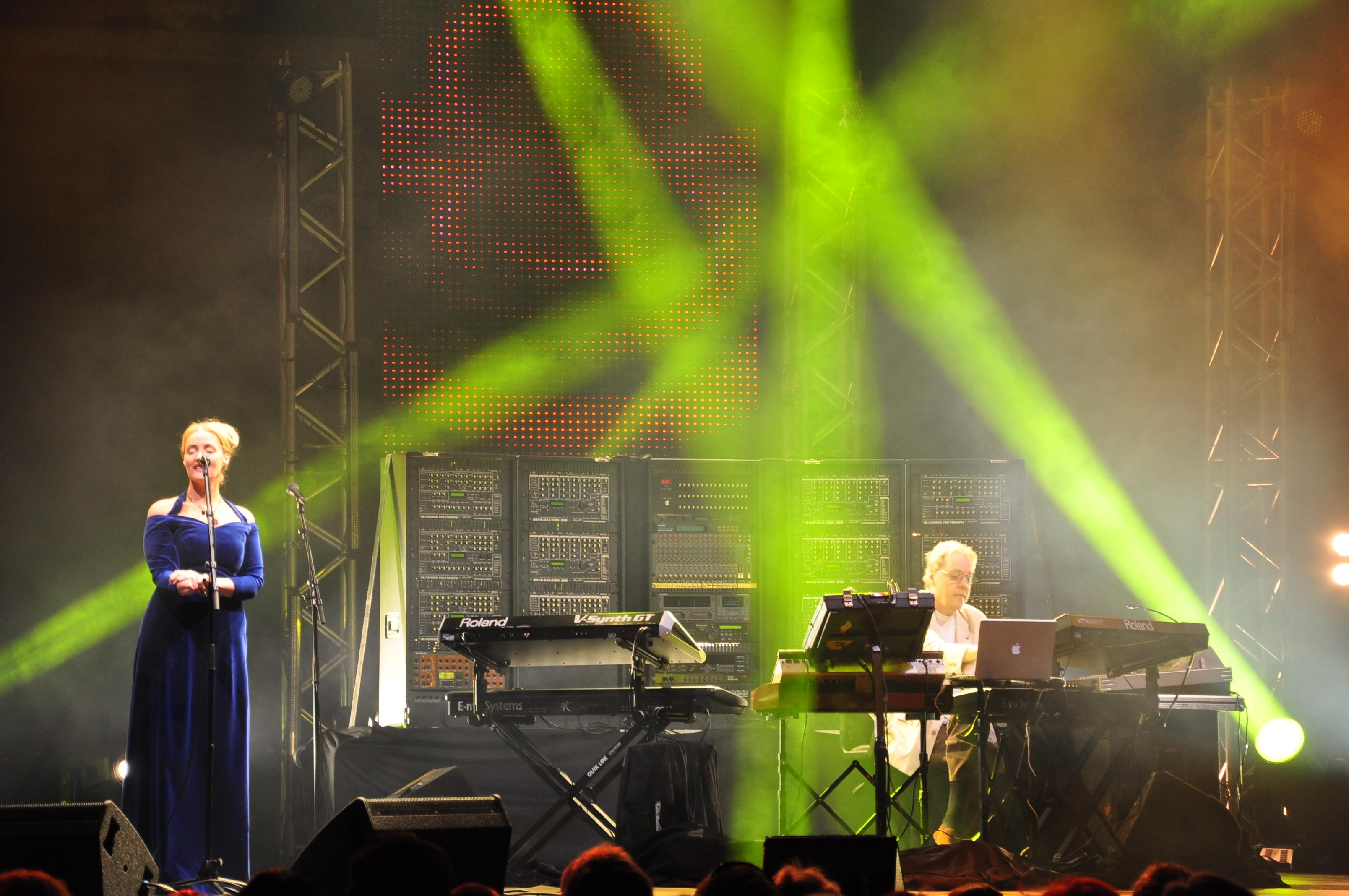
Klaus Schulze während eines Konzerts mit Lisa Gerrard

Für das Anfang 2008 erschienene Album Sehnsucht des Projektes Schiller steuerte Klaus Schulze das Stück Zenit bei. Ein Auszug von über zwölf Minuten Länge fand sich auf der CD; die komplette, 35 Minuten lange Fassung wurde auf der DVD sowie als Bonustitel des Albums Sehnsucht live veröffentlicht.
Im November 2007 nahm Schulze Kontakt mit der australischen Künstlerin Lisa Gerrard auf. Es entstand das Doppelalbum Farscape, das Anfang Juli 2008 erschien. Aufgrund der guten Zusammenarbeit lud Schulze Gerrard dazu ein, am 18. Juli 2008 mit ihm im Rahmen des Progressive-Rock-Festivals "Night of the Prog III" auf der Freilichtbühne Loreley aufzutreten; es war Schulzes erstes Konzert nach einer Pause von fünf Jahren. Ein Mitschnitt des Konzerts wurde unter dem Titel Rheingold als Doppel-CD sowie als DVD veröffentlicht. Im Rahmen der Abmischung der CD/DVD in Peter Gabriels Real World Studios traf Schulze auf den britischen Musiker und Produzenten Steven Wilson (Porcupine Tree); das informative Gespräch der beiden, geführt in Form eines gegenseitigen Interviews, ist auf der Rheingold-DVD enthalten. Im November 2008 folgten weitere Konzerte von Schulze und Gerrard in Berlin und Warschau, die im Juni 2009 als DVD und CD Dziekuje Bardzo erschienen.
Die meisten Stücke der in der Ultimate Edition erschienenen, inzwischen vergriffenen 50 CDs wurden ab Februar 2009 als Reihe von 3-fach-CDs unter dem Titel La Vie Electronique (LVE) neu veröffentlicht. Nach den fünfzehn 3er-CD-Boxen wurde die Reihe im Mai 2015 mit einer 5-CD-Box abgeschlossen.
Im März 2010 spielte Klaus Schulze zum ersten Mal in Japan. Von den vom Tokyo Wax Museum initiierten zwei Konzerten erschien im November die 2CD+DVD-Box Big In Japan – Live in Tokyo 2010, sein letztes Konzert.
Klaus Schulze starb am 26. April 2022 im Alter von 74 Jahren. Er hinterließ seine Ehefrau, zwei Kinder und vier Enkelkinder.

## Klaus Schulzes Big Moog
Klaus Schulzes „Big-Moog“-Modularsystem ist einer der legendären Synthesizer der 1970er Jahre. Das aus den Händen von Florian Fricke stammende, etwa 100 kg schwere System kaufte Schulze am 22. Dezember 1975; es war während der zweiten Hälfte der 1970er Jahre bis zum Erscheinen des Albums Dig It sein Hauptsynthesizer (vgl. Covertexte und Fotos von Konzerten). Dieser Moog-Modularsynthesizer III p mit Sequenzer-Ergänzung B besitzt auf einer Fläche von 1,16 Quadratmetern mehr als 100 Drehknöpfe, Schalter und Buchsen für Verbindungskabel. Durch das programmierbare Doepfer-Interface MCV 24 wurde das System weitgehend midifiziert.
Das System war noch Anfang März 2005 für das Album The Dark Side of the Moog X in vollem Einsatz. Am 23. März 2005 wurde es auf eBay versteigert.

## Bibliographie
- Michael Schwinn: Klaus Schulze. … eine musikalische Gratwanderung. Buchverlag Michael Schwinn, Neustadt 1986, ISBN 3-925077-04-9.
- Klaus Schulze: The Works (ständig aktualisierte kostenpflichtige Sammlung aller KS-Aktivität. Erhältlich über die KS-Webseite)
- Klaus D. Müller: Die erstaunliche Schulze-Geschichte. Erhältlich über die KS-Webseite
- Klaus D. Müller: The Amazing KS Story. Englisch, erhältlich über die KS-Webseite
- Greg Allen: Klaus Schulze – Electronic Music Legend, Trafford Publishing, 2008, ISBN 978-1-4251-6050-0
- Olaf Lux: Violins Don’t Grow On Trees – The Life and Work of Klaus Schulze (English version) / Violinen wachsen nicht auf Bäumen – Leben und Werk von Klaus Schulze (Deutsche Version), 2020 (im Selbstverlag)

## Preisverleihungen
- „Grand Prix International“ 1975 für Timewind
- Schallwelle-Sonderpreis 2010[10]

## Diskografie

### Soloalben
- Irrlicht (1972)
- Cyborg (1973)
- Blackdance (1974)
- Picture Music (1975)
- Timewind (1975)
- Moondawn (1976)
- Body Love (Soundtrack) (1977)
- Mirage (1977)
- Body Love Vol. 2 (1977)
- X (1978)
- Dune (1979)
- … Live … (Live) (1980)
- Dig It (1980)
- Trancefer (1981)
- Audentity (1983)
- Dziekuje Poland (live) (1983)
- Angst (Soundtrack) (1984)
- Inter*Face (1985)
- Dreams (1986)
- En=Trance (1988)
- Miditerranean Pads (1990)
- The Dresden Performance (Live) (1990)
- Beyond Recall (1991)
- Royal Festival Hall Vol. 1 & Vol. 2 (Live) (1992)
- The Dome Event (Live) (1993)
- Le Moulin de Daudet (Soundtrack) (1994)
- Goes Classic (1994)
- Totentag (Oper) (1994)
- Das Wagner Desaster – Live – (Live) (1994)
- In Blue (1995)
- Are You Sequenced? (1996)
- Dosburg Online (1997)
- Live @ KlangArt 1 (Live) (2001)
- Live @ KlangArt 2 (Live) (2001)
- Andromeda (Promo-CD) (2003)
- Ion (Promo-CD) (2004)
- Moonlake (2005)
- Kontinuum (2007)
- Farscape (2008) mit Lisa Gerrard
- Rheingold (2008) mit Lisa Gerrard
- Dziekuje Bardzo (2009) mit Lisa Gerrard
- La Vie Electronique 1–4 (2009)
- La Vie Electronique 5–8 (2010)
- Big in Japan (Live) (2010)
- La Vie Electronique 9–10 (2011)
- La Vie Electronique 11–12 (2012)
- Shadowlands (2013)
- La Vie Electronique 13 (2013)
- Big in Europe – Vol. 1 Warsaw (2013) eine CD und zwei DVDs mit Lisa Gerrard
- La Vie Electronique 14–15 (2014)
- Stars are Burning (2014), Do-CD (Konzerte von 1977 und 1979)
- Big in Europe – Vol. 2 Amsterdam (2014) zwei CDs und zwei DVDs mit Lisa Gerrard
- La Vie Electronique 16 (2015)
- Eternal – The 70th Birthday Edition (2017)
- Silhouettes (2018)
- Deus Arrakis (2022)
- 101, Milky Way (2024)

### Wahnfried-Alben
Die ersten vier Alben veröffentlichte Schulze unter dem Pseudonym Richard Wahnfried, die folgenden nur noch unter Wahnfried.
- Time Actor (1979)
- Tonwelle (1981)
- Megatone (1984)
- Miditation (1986)
- Trancelation (1994)
- Trance Appeal (1996)
- Drums ’n’ Balls (The Gancha Dub) (1997)

### Weitere Veröffentlichungen
- Land (1971)
- Next of Kin (Soundtrack, 1982)
- Macksy (1985)
- Berlin 1 (1986)
- Unikat (1989)
- Face of Mae West (1990)
- Große Gaukler Gottes (1994)
- Vas Insigne Electionis (1994)
- Conquest of Paradise (1994)
- Soirée Académique (1996)
- Les Bruits des Origines (1996)
- Dédié à Hartmut (1996)
- Ooze Away (1996)
- Ein würdiger Abschluß (1996)
- Dreieinhalb Stunden (1996)
- Himmel und Erde (1996)
- Der vierte Kuss (1996)
- The Schulzendorf Groove (1998)
- Manikin Jubilee (2002)
- Schrittmacher (2004)
- Invisible Musik (2007)

### „Dark Side of the Moog“-Serie (mit Pete Namlook)
- The Dark Side of the Moog I (1994)
- The Dark Side of the Moog II (1994)
- The Dark Side of the Moog III (1995)
- The Dark Side of the Moog IV (1996) (mit Bill Laswell)
- The Dark Side of the Moog V (1996)
- The Dark Side of the Moog VI (1997)
- The Dark Side of the Moog VII (1998)
- The Dark Side of the Moog VIII (1999)
- The Dark Side of the Moog IX (2002)
- The Dark Side of the Moog X (2005)
- The Dark Side of the Moog XI (2008)

### Sampler
- Mindphaser (1981)
- Star Action (1982)
- 2001 (1991)
- History (1988)
- The Essential 72–93 (1994)
- Trailer (1999)
- The Evolution of The Dark Side of the Moog (mit Pete Namlook) (2002)

### CD-Sets
- Silver Edition (10 CDs) (1993)
- Historic Edition (10 CDs) (1995)
- Jubilee Edition (25 CDs) (1997)
- The Ultimate Edition (Sampler) (50 CDs) (2000)
- Contemporary Works I (10 CDs) (2000) – CD „Vanity of Sounds“ als „Deluxe Edition“ im Dezember 2005
- Contemporary Works II (5 CDs, ggf. mit sechster, limitierter Bonus-CD) (2002)
- Bon Voyage (Live Audimax Hamburg 1981) (2 CDs + 1 DVD)

### Videoalben
- Linzer Stahlsinfonie (2005) DVD mit der Originalaufnahme von 1980 als Zugabe der Remaster-CD von Dig It
- Rheingold – Live At The Loreley (mit Lisa Gerrard) (2 DVDs) (2008)
- Dziękuję Bardzo – Vielen Dank (Live in Warschau) (mit Lisa Gerrard) (2009)
- Big in Europe – Vol. 1 Warsaw (2013) eine CD und zwei DVDs mit Lisa Gerrard[13]
- Big in Europe – Vol. 2 Amsterdam (2014) 2 CDs und 2 DVDs mit Lisa Gerrard

### Zusammenarbeiten mit anderen Künstlern
- Electronic Meditation (mit Tangerine Dream) (1970)
- Ash Ra Tempel (mit Ash Ra Tempel) (1971)
- Join Inn (mit Ash Ra Tempel) (1973)
- Tarot (mit Walter Wegmüller) (1973)
- Lord Krishna von Goloka (mit Sergius Golowin) (1973)
- The Cosmic Jokers (mit The Cosmic Jokers) (1974)
- Planeten Sit In (mit The Cosmic Jokers) (1974)
- Galactic Supermarket (mit The Cosmic Jokers) (1974)
- Sci Fi Party (mit The Cosmic Jokers) (1974)
- Gilles Zeitschiff (mit The Cosmic Jokers) (1974)
- Go (mit Stomu Yamashta) (1976)
- Time Actor (mit Michael Shrieve) (1979)
- Go Live From Paris (mit Stomu Yamashta) (1976)
- Go Too (mit Stomu Yamashta) (1977)
- Programm 2 DIN A Testbild (1981)
- Tonwelle (mit Michael Shrieve) (1981)
- Dziekuje Poland (Live, mit Rainer Bloss) (1983)
- Aphrica (mit Rainer Bloss und Ernst Fuchs) (1984)
- Megatone (mit Michael Shrieve) (1984)
- Drive Inn (mit Rainer Bloss) (1984)
- Transfer Station Blue (mit Michael Shrieve und Kevin Shrieve) (1984)
- Babel (mit Andreas Grosser) (1987)
- The Breathtaking Blue (mit Alphaville) (1989)
- Friendship (mit Ash Ra Tempel) (2000)
- Gin Rosé at the Royal Festival Hall (mit Ash Ra Tempel) (2000)
- tvs2 (mit tvs) (2002)
- Guestbook (mit Solar Moon System) (2003)
- Zenit (mit Schiller) (2008)
- Come Quietly (mit Lisa Gerrard) (2009)
- Schulze-Schickert Session (mit Günter Schickert, 1975) (2013)
- Ultimate Docking (mit Solar Moon) (2017)

### Remixes von Stücken anderer Künstler
- Big In Japan (Alphaville) (1988)
- Die Sonne (Gudrun Gut & Blixa Bargeld) (1996)
- We are what we are (Armageddon Dildos) (1996)
- Electrosonic (AMP) (1998)
- Outer Canal Street (Solar Moon System) (2000)
- And As 4 Love (Alphaville) (2001)
- Trasyyqhu (Wave World) (2002)
- Let Me Love You (Schiller) (2008)
- This Train (Chrysta Bell) (2011)

### Hörspiele
- Das große Identifikationsspiel (1973) Alfred Behrens (Text), Klaus Schulze (Musik)[14]